# Біт Форстер
Біт Форстер (нім. Beat Forster; 2 лютого 1983, Герізау, Швейцарія) — швейцарський хокеїст, захисник, який виступає за «Давос» в Національній лізі А з 2008 року.

## Кар'єра
Форстер є вихованцем клубу ХК «Герізау», в сезоні 1999/2000 років переїхав до Давосу, де грав за молодіжну команду ХК «Давос». З ХК «Давос», Біт відсвяткував свої найбільші успіхи, двічі ставав чемпіоном Швейцарії в 2002 та 2005 роках. Після чергового сезону в Давосі, Форстер вирішив урізноманітніти життя, і переходить до ЦСК Лайонс з Цюриху. З цим клубом знову виграє чемпіоном в 2008 році. 
Форстер оголосив у грудні 2008 року, що має бажання грати за свій колишній клуб ХК «Давос». Два клуби ХК «Давос» та ЦСК «Лайонс» вступили в перемовини і 6 січня 2009 року погодили умови його переходу. Давосці виплатили відступні в сумі 500000 швейцарських франків. 
Форстер у Драфті НХЛ 2002 року був обраний в третьому раунді, під 78-й номером Фінікс Койотс, правда за цей клуб ніколи не грав.

## Кар'єра (збірна)
В складі збірної Швейцарії Біт виступає з чемпіонату світу U-18 2000 року. Брав участь в молодіжних чемпіонатах світу 2001, 2002 та 2003 років. За національну збірну виступав на чемпіонатах світу 2004, 2005, 2006, 2007 та 2008 років, а також на Зимових Олімпійських іграх 2006 року у Турині.

## Нагороди та досягнення
- 2002 Чемпіон Швейцарії у складі ХК «Давос».
- 2005 Чемпіон Швейцарії у складі ХК «Давос».
- 2008 Чемпіон Швейцарії у складі ЦСК Лайонс.
- 2009 Чемпіон Швейцарії у складі ХК «Давос».
- 2011 Чемпіон Швейцарії у складі ХК «Давос».
- 2011 В команді усіх зірок Кубка Шпенглера у складі ХК «Давос».
- 2015 Чемпіон Швейцарії у складі ХК «Давос».

### Міжнародні нагороди
- 2001 Срібний призер чемпіонату світу серед збірних U-18.